# 6-й воздушный флот
6-й воздушный флот (нем. Luftflotte 6) — воздушный флот люфтваффе, создан 5 мая 1943 года и использовался во Второй мировой войне вплоть до капитуляции Германии 8 мая 1945 года.

## История
6-й воздушный флот сформирован 5 мая 1943 года из образованного в апреле 1942 года командования люфтваффе «Восток» со штаб-квартирой в Смоленске и отвечал за центральную часть Восточного фронта. В июне 1943 года осуществлял атаки против советской военной промышленности, а также налеты на Горький, Саратов и Ярославль. Во время операции «Цитадель» в июле 1943 года 6-й воздушный флот, усиленный самолётами 1-го воздушного флота, отправил около 1000 самолётов в группу армий «Центр», действовавшую в Орловской области.
В связи с контратаками Красной армии в сентябре 1943 года штаб-квартира 6-го воздушного флота была перенесена в Минск, а затем в Прилуки. Перед операцией «Багратион» советская авиация уже имела полное превосходство в воздухе. Строгое ограничение авиаразведки являлось в то время важным элементом успеха.
После Висло-Одерской операции Красной армии в начале 1945 года воздушный флот занимался снабжением с воздуха окружённых немецких войск, в частности, в Бреслау, и использовался для разрушения мостов на Одере. Несмотря на большое количество самолётов, воздушный флот практически не использовался в последние месяцы войны из-за нехватки топлива. В апреле 1945 года 6-й воздушный флот отвечал за южную территорию Рейха.

## Командование
| Командующий                        | с              | по             |
| ---------------------------------- | -------------- | -------------- |
| Генерал-полковник Роберт фон Грейм | 5 мая 1943     | 24 апреля 1945 |
| Генерал-полковник Отто Десслох     | 26 апреля 1945 | 8 мая 1945     |

| Начальник штаба             | с          | по         |
| --------------------------- | ---------- | ---------- |
| Генерал-майор Фридрих Клесс | 5 мая 1943 | 8 мая 1945 |

## Подчинённые подразделения
| Июль 1943 (Операция «Цитадель»)  | - 1-я авиационная дивизия - 4-я авиационная дивизия - 12-я зенитная дивизия - 18-я зенитная дивизия - 10-я зенитная бригада |
| Июнь 1944 (Операция «Багратион») | - 4-й авиационный корпус - 1-я авиационная дивизия - 4-я авиационная дивизия - 1-е авиационное командование - 6-е истребительное командование - 2-й зенитный корпус                                                                                            |
| конец апреля 1945                | - 4-е командование ВВС - 8-е командование ВВС - Авиационное командование Восточной Пруссии - Авиационное командование «Запад» - 3-я авиационная дивизия - 200-е авиационное командование - Истребительное командование Восточной Пруссии - 1-й зенитный корпус |